# 아파치 플룸
아파치 플룸(영어: Apache Flume)은 많은 양의 로그 데이터를 효율적으로 수집, 취합, 이동하기 위한 분산형 소프트웨어이다. 스트리밍 데이터 플로 기반의 단순하고 유연한 아키텍처를 갖추고 있으며, 튜닝 가능한 신뢰성 매커니즘과 수많은 대체작동(페일오버) 및 복구 매커니즘을 갖추고 있어서 고장 방지 기능이 제공된다. 온라인 애널리틱 응용을 허용하는 단순한 확장 가능한 데이터 모델을 사용한다.

## 같이 보기
- 아파치 소프트웨어 재단 프로젝트 목록